# Arenys de Munt
Arenys de Munt település Spanyolországban, Barcelona tartományban. Lakosainak száma 9458 fő (2024).

## Földrajza
Arenys de Munt Sant Vicenç de Montalt, Arenys de Mar, Canet de Mar, Vallgorguina, Sant Iscle de Vallalta és Dosrius községekkel határos.

## Testvértelepülések
- Feytiat

## Népesség
A település lakosságának változását az alábbi diagram mutatja:
| Lakosok száma | 585  | 2998 | 3179 | 3423 | 4654 | 7190 | 8190 | 8654 | 8931 | 9458 |
|               | 1717 | 1887 | 1936 | 1960 | 1986 | 2004 | 2009 | 2014 | 2019 | 2024 |